# Isca Dumnoniorum
Isca Dumnoniorum era una città romana della Britannia sudoccidentale, precedentemente capitale dei Dumnoni; oggi fa parte di Exeter, nella contea del Devon.

## Fortezza
Isca Dumnoniorum venne fondata attorno al 50 d.C. su un'altura che sovrastava il fiume Isca, e fu il campo della II Legione fino al 66 d.C. Le famiglie dei legionari, poiché essi non potevano sposarsi mentre erano al servizio militare, si stabilirono attorno alla fortezza, specialmente a nord-est. Gli edifici del campo militare, a parte le mura ed i vasti bagni, erano in legno, e un acquedotto portava l'acqua da una vicina sorgente.

## Città
Nell'80 il forte perse le caratteristiche militari e divenne una città. I bagni, troppo grandi rispetto al numero degli abitanti, vennero ampiamente demoliti e sostituiti da un foro e da una basilica, mentre nuovi bagni vennero edificati a sud-est. Alla fine del II secolo la muraglia venne abbattuta e sostituita da una più ampia di quasi tre volte; all'interno della città vi erano officine per la lavorazione di rame e bronzo e un grande mercato con un magazzino e fabbriche di vasellame.

## Declino
Il foro e la basilica vennero demoliti a metà del V secolo, quando venne creato il cimitero cristiano in corrispondenza delle loro sedi. Sotto gli attacchi dei Sassoni nel V secolo, la città entrò in un'ulteriore crisi, superata solo negli anni successivi.

## Resti
Gran parte della muraglia romana sopravvive ancora oggi sotto le fondamenta del muro di cinta medievale. I ritrovamenti, in particolare quelli provenienti dagli scavi dei bagni del 1971-76, sono esposti al Royal Albert Memorial Museum, a Exeter.